# クラッシギリヌス
クラッシギリヌス（Crassigyrinus）は、石炭紀のミシシッピ期後期からペンシルベニア期初期に生息していた絶滅堅頭類。学名は「厚みのあるオタマジャクシ」ほどの意味。
スコットランドから産出したいくつかの標本から知られている。同時期に存在していた両生類のグループである炭竜目と分椎目の中間的形態を持っており、そのため、分類目不明とされている。

## 特徴

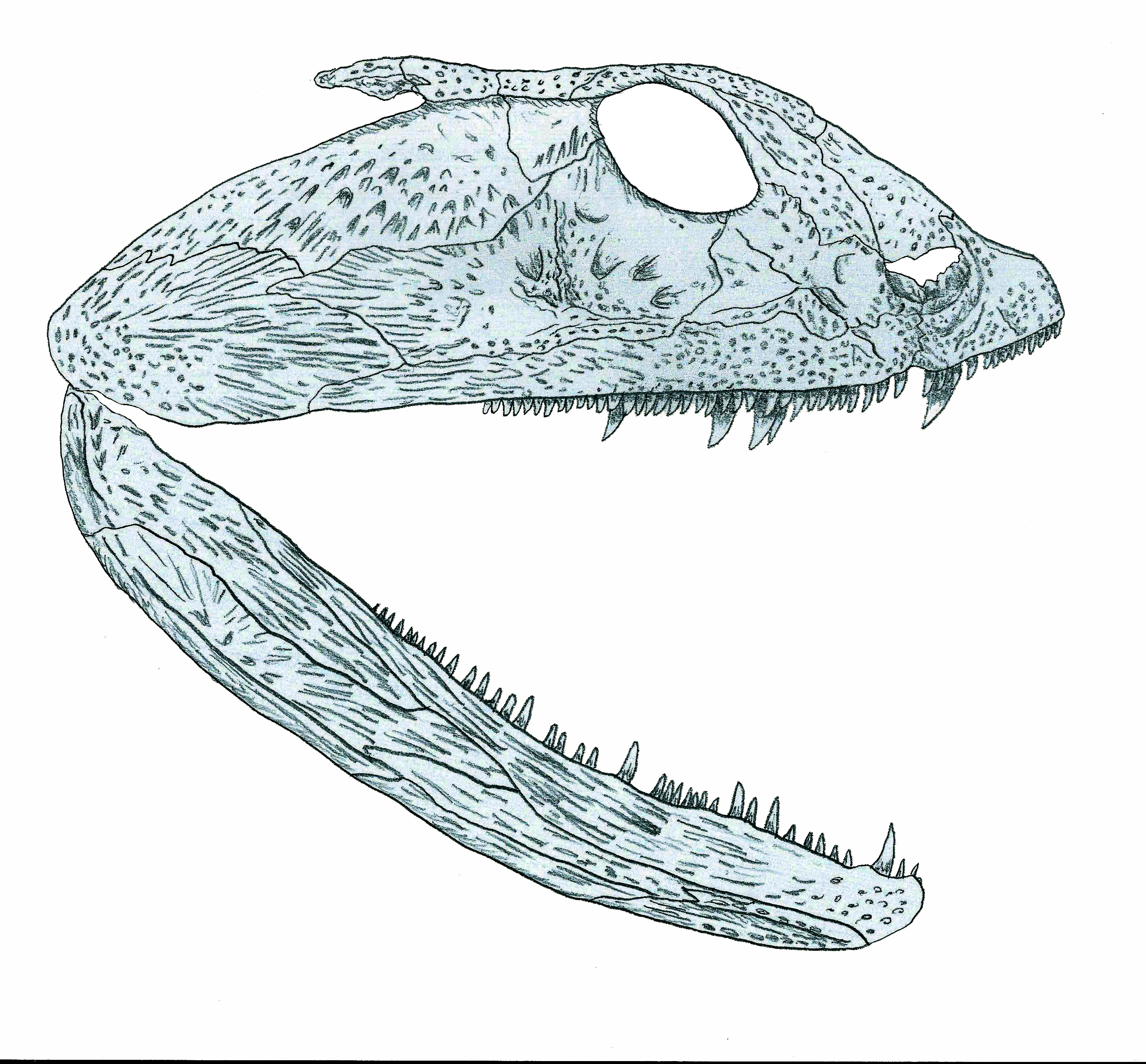
1985年の頭蓋骨の復元図
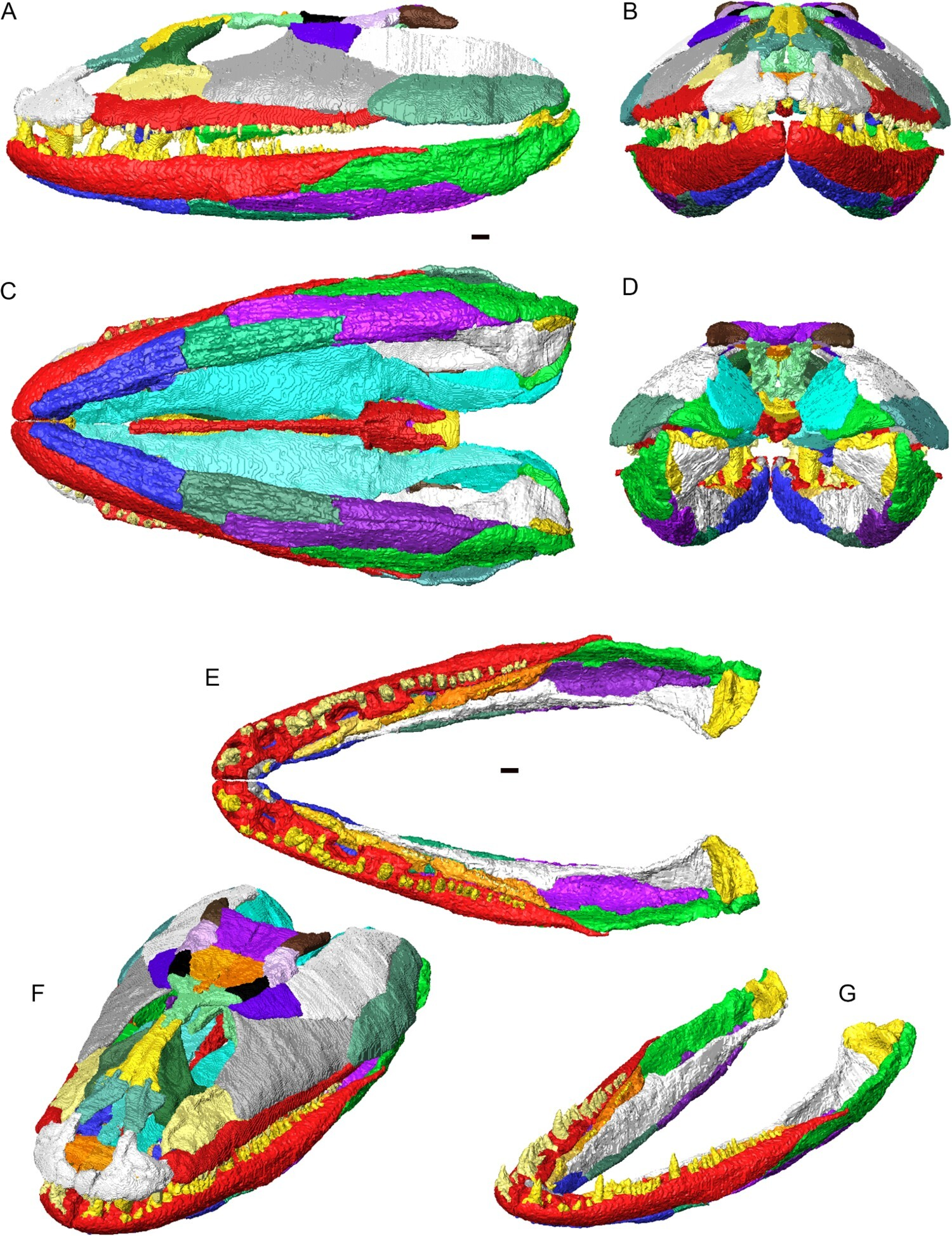
2023年の研究により復元された頭蓋骨の形態

全長約2メートル。頭蓋骨は高く幅が狭いと考えられていたが、2023年の研究では他の初期の四肢動物と近い、幅広く低い頭蓋骨を持っているとされるようになった。また、眼窩は正中線近くに接近しており、これは他の種のいずれとも共通していない本種のみの特徴である。目はかなり大きく、夜行性ないし透明度の低い沼沢地の水に適応したものと考えられる。大きな顎に2列の歯列を持ち、特に内側の列には少なくとも左右に5本ずつ大型の歯が並んでおり、捕食者であったことが示唆される。鼻付近に感覚器官らしき構造が見られたが、それは保存状態の産物であったとされる。
椎骨は間椎心（分椎目で大型化する）と側椎心（炭竜目で大型化する）がほぼ同じ大きさである。
四肢はイクチオステガと共通する原始的な特徴を持っている。前肢は極めて痕跡的であり、後肢は前肢ほど貧弱ではないものの陸上で機能する大きさには程遠い。これらの形質から、クラッシギリヌスは完全な水生動物であったと考えられている。貧弱な肢は、舵の役割や、邪魔な水生植物を払ったり、交尾の際に相手を掴むことに利用された可能性がある。
Panchenは行動的にウツボと類似していた可能性を指摘した。ジェニファー・クラックは、クラッシギリスの水棲適応が陸上から水圏へ進出した二次的なものである可能性に言及している。